# Hogere Burgerschool Venlo
De Hogere Burgerschool Venlo is een voormalig onderwijsinstituut voor voortgezet onderwijs in de Nederlandse plaats Venlo.

## Geschiedenis

### Voorgeschiedenis

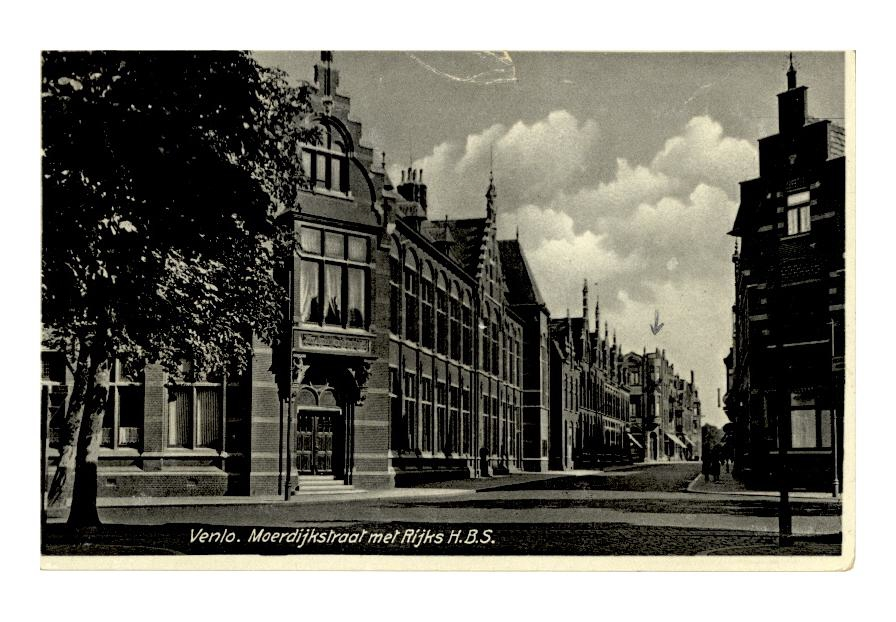
De Rijks-HBS in 1920. De huidige Sint-Martinusstraat heette toen Moerdijkstraat. Op de achtergrond Metropole

In 1863, nadat de door Thorbecke geïnspireerde wet op het middelbaar onderwijs was aangenomen, besloot de gemeente Venlo om de in 1834 gebouwde Hogere Stadsschool om te vormen tot een Hogere Burgerschool. De nieuwe school werd gevestigd in een pand aan de Markt, bij het stadhuis. De kwaliteit liet in die tijd te wensen over, waardoor het Rijk in 1879 dreigde met het intrekken van subsidie. De uiteindelijke reden van het conflict was de aanstelling van een nieuwe directeur. De gemeenteraad vroeg daarop aan het Rijk om de school, met gebouw en al, over te nemen. Dit werd door de minister van Onderwijs geaccepteerd, en de Rijks-HBS ging in 1880 van start. Het betrof een driejarige opleiding.
Er bleven echter problemen met de huisvesting. De onderwijsinspecteur stelde in de jaren 80 van de 19e eeuw dat er een nieuw gebouw moest komen, of anders dreigde sluiting van de school. Het Rijk en de gemeente Venlo legden daarop geld bij elkaar voor nieuwbouw, en op 1 september 1889 werd het nieuwe gebouw in gebruik genomen, precies tegenover de hoek Goltziusstraat/St. Martinusstraat, aldus gelegen aan het latere Mgr. Nolensplein.

### Geen exclusieve jongensschool meer
In datzelfde jaar kwamen de eerste meisjes op de school (voorheen was het louter een jongensschool). Daarmee liep de Venlose Rijks-HBS voorop. Een vergelijkbaar onderwijsinstituut als het Sint-Thomascollege kreeg in 1967 pas haar eerste vrouwelijke leerlingen.

### Verdere veranderingen
In 1912 veranderde de opleiding van driejarig naar vijfjarig. Vanaf dat moment kreeg de school meer aanwas. Omdat de Rijks-HBS de enige hbs was in heel Noord-Limburg kwamen de leerlingen uit heel Noord-Limburg. Nadat het Sint-Thomascollege in 1946 eveneens over een volledige (bovendien katholieke) hbs beschikte, nam de belangstelling voor de Rijks-HBS af. Het leerlingenaantal daalde van circa 300 in 1946 naar 189 in 1953. Daarna bleef dit aantal redelijk hetzelfde.
De problemen bleven komen. Na 1953 kreeg de school in toenemende mate te kampen met een lerarentekort en met de verouderde staat van het gebouw. Aan de huisvestingsproblemen kwam pas in 1977 een einde toen in Venlo-Zuid een nieuw gebouw werd betrokken. Het monumentale, maar al decennia te krappe pand aan het Mgr. Nolensplein werd verlaten.
In 1970 was de RHBS omgezet in een Rijksscholengemeenschap met afdelingen voor havo en Atheneum, waaraan vervolgens de gemeentelijke mavo toetrad. Zo veranderde opnieuw een stukje stedelijk middelbaar onderwijs in een rijksvoorziening. Bij de verhuizing uit het centrum werd de RSG omgedoopt tot College Den Hulster.

## Monumentale status
Tegenwoordig heeft het gebouw op de hoek Mgr. Nolensplein /Sint-Martinusstraat een Rijksmonumentale status. Het gebouw bestaat uit drie vleugels rond een binnenplaats. Op deze plek lag voorheen de oude noordoostelijke stadsmuur, die nog steeds gedeeltelijk zichtbaar is op de binnenplaats. Het gebouw - de twee vleugels aan straatzijde - is ontworpen in neorenaissancestijl door Rijksbouwmeester Jacobus van Lokhorst. Waarschijnlijk heeft ook Pierre Cuypers een hand gehad in het ontwerp van het gebouw, aangezien deze de directe baas van Lokhorst was. Er wordt ook wel gesteld, dat het gebouw de geest ademt van Cuijpers.
Het gebouw werd, na een periode van leegstand en een korte periode van kantoorfunctie, in 1993 ingrijpend gerenoveerd en aan de binnenzijde grondig verbouwd tot appartementen (de monumentale status geldt vooral de buitenzijde), maar de authentieke details werden zoveel mogelijk behouden en gerestaureerd. De hoofdingang is gesitueerd op de hoek van de beide buitenvleugels, zoals oorspronkelijk de school dat ook had.

### Monumentale elementen
- Lange gang met tegelvloer en lambrisering
- Ensemblewaarde als uiting van algemene ontwikkeling van het onderwijs in de 19e eeuw
- Typologische ontwikkeling van het schoolgebouw in het algemeen
- Neorenaissance-stijl en detaillering van interieur én exterieur als voorbeeld van het werk van Lokhorst
- Invloed van Cuijpers op het ontwerp